# Подбородколистые
Подбородколистые, или подбородколистые листоносовые (лат. Mormoopidae), — семейство млекопитающих отряда рукокрылых. Семейство включает 2 рода и 8 видов, распространённых в американских тропиках, от юга США и Больших Антильских островов до юго-восточной Бразилии. Являются близкими родственниками другого американского семейства летучих мышей, листоносых, и до недавнего времени входили в него в качестве подсемейства Chilonycterinae.

## Общее описание
Эти некрупные летучие мыши лишены развитого носового листка, который у них представлен небольшим бугорком на носу. На нижней губе имеется сложный кожистый вырост; открытый рот формой напоминает воронку. Морда окаймлена жёсткими волосами. Глаза небольшие. Уши с развитым козелком. У голоспинных листоносов перепонки крыльев прикреплены к телу очень высоко на спине, так что спина кажется голой; однако, под крыльями кожа нормально опушена. Хвост выступает за пределы хвостовой перепонки. Крылья длинные и узкие. Окрас волосяного покрова обычно бурый или красновато-бурый. Зубов 34.

## Образ жизни
Встречаются в разнообразных ландшафтах, от пустынь до дождевых лесов. Населяют преимущественно пещеры, живут неподалёку от воды; в старых строениях селятся реже. Образуют большие колонии, до 500 000 особей. В одной из пещер Мексики найдено целое кладбище этих летучих мышей; тысячи зверьков, видимо, стали жертвами эпизоотии бешенства. Питаются насекомыми, ловя их на лету; часто летают над водой. Самки рожают 1 детёныша 1 раз в год.

## Классификация
Названия приведены в соответствии с АИ:
- Mormoops — Подбородколисты, или подбородколистые листоносы[3]
  - Mormoops blainvillei — Подбородколист Блейнвилля, или подбородколист Блэнвилла[3]
  - † Mormoops magna
  - Mormoops megalophylla — Подбородколист Петерса, или подбородколистый листонос[3]
- Pteronotus — Голоспинные подбородколисты, или голоспинные листоносы[3]
  - Pteronotus davyi — Подбородколист Дэви, или листонос Дэви[3]
  - Pteronotus gymnonotus — Голоспинный подбородколист, или голоспинный листонос[3]
  - Pteronotus macleayii — Кубинский подбородколист, или листонос Маклея[3]
  - Pteronotus parnelli — Подбородколист Парнелла, или голоспинный листонос Парнелла[3]
  - Pteronotus personatus — Мексиканский подбородколист, или мексиканский листонос[3]
  - Pteronotus paraguanensis[4]
  - † Pteronotus pristinus
  - Pteronotus quadridens — Черноватый подбородколист